# Trofeo Torino–Biella
Die Trofeo Torino–Biella war eine Radsportveranstaltung in Italien und fand von 1940 bis 1996 statt.

## Geschichte
Das Eintagesrennen führte von Turin nach Biella in der Region Piemont. In der Regel fand es im April statt. Die Trofeo wurde für Amateure und zeitweilig auch für Unabhängige veranstaltet, ab 1953 dann nur noch für Amateure bis zur Aufhebung der Amateurklasse nach der Saison 1996. 1950 und 1951 gehörte das Radrennen zur Rennserie Trofeo dell’U.V.I.
Ab 1997 wurde das Rennen für die Eliteklasse geöffnet und als Giro della Provincia di Biella fortgeführt.

## Sieger
- 1940  Antonio Covolo
- 1941  Antonio Bevilacqua
- 1942  Luciano Succi
- 1943  Primo Volpi
- 1944–1945 nicht ausgetragen
- 1946  Giuseppe Ausenda
- 1947  Alfredo Pasotti
- 1948  Euro Giacomelli
- 1949  Illes Casaschi
- 1950  Andrea Carrea
- 1951  Cesare Olmi
- 1952  Elso Gabiano
- 1953  Bruno Umidio
- 1954  Giorgio Godio
- 1955  Enrico Bertorelli
- 1956  Roberto Dicredito
- 1957  Angelo Branca
- 1958  Antonio Callegher
- 1959  Gianbattista Mana
- 1960  Pasquale Zerbetto
- 1961  Giorgio Zancanaro
- 1962  Remo Stefanoni
- 1963  Silvio Boni
- 1964  Roberto Bonetto
- 1965  Vittorio Adorno
- 1966  Tommaso Giroli
- 1967 nicht ausgetragen
- 1968  Francesco Desaymonet
- 1969  Alberto Bogo
- 1970  Gianfranco Foresti
- 1971  Franco Peruzzo
- 1972  Giuseppe Magni
- 1973  Gabriele Mirri
- 1974  Domenico Rossi
- 1975  Alan Spokes
- 1976  Gianluigi Carretta
- 1977  Franco Preda
- 1978  Giuseppe Parente
- 1979  Pierpaolo Prato
- 1980  Giovanni Fedrigo
- 1981  Francesco Caneva
- 1982  Domenico Cavallo
- 1983  Claudio Cerri
- 1984  Luigi Lo Campo
- 1985  Orlando Dal Molin
- 1986  Roberto Mich
- 1987  Marco Lietti
- 1988  Giorgio Farina
- 1989  Ferdinando Rambaudo
- 1990  Alberto Passera
- 1991  Roberto Giucolsi
- 1992  Daniele Ferrario
- 1993  Diego Pellegrini
- 1994  Francesco Secchiari
- 1995  Matteo Frutti
- 1996  Enrico Bonetti